# 实德集团
实德集团是大连市的一家民营企业，成立于1992年。主要经营化学建材产业，同时发展石油化工、金融保险、文化体育及家用电器等产业。

## 历史
1992年，实德集团的前身“大连实德机械化工程公司”成立，最初承揽大型土石方工程建设施工。曾参与胜利广场、星海广场、金石滩国际高尔夫球场等建设。1995年企业转型开始生产化学建材，同年成立实德集团，从德国引进技术设备。2003年建成全球最大化学建材生产基地。2000年从万达集团全资收购足球俱乐部，同时开始向石化产业转型。

## 现状
现任董事长徐明，总裁陈春国。总部位于大连市西岗区高尔基路38号。
截至2006年底，集团总资产约157亿元，6000余员工，2006年度“中国民营企业500强”名列第46位，“中国500强企业”名列第358位。
目前的主导产业是化学建材，号称PVC年产能力120万吨，是全球最大的PVC型材生产厂家，但有消息称实际上仅有28万吨。下属20个分公司。目前在大连、成都、嘉兴、银川设有制造基地，珠海和天津生产基地正在建设。已通过ISO9002、ISO9001和ISO14000环境体系认证。2001年，产品通过德国DIN标准体系认证和日本JIS标准体系认证。同年成为中国内地化学建材生产企业中首家加入欧盟门窗协会的企业。2002年5月开始，决定在成都、嘉兴、银川、漯河建设实德工业制造基地。然而，2003年起，其化学建材产业结束了行业内的巅峰期。
目前集团直销网络覆盖了全国绝大多数的大中型城市。1996年开始，实德型材打开了海外市场，销往日本、俄罗斯、哈萨克斯坦等国，并和美国、加拿大、古巴、前南斯拉夫、阿联酋、新加坡、泰国、菲律宾、韩国等国家和地区建立了业务联系。
集团还生产赛德隆牌热水器，生产规模全亚洲最大，年产热水器能力100万台。
实德集团还涉足金融领域。2000年发起成立生命人寿保险公司并成为大股东，2001年注资大连商业银行成为大股东，2002年注资太平洋保险公司成为股东，2003年初与INVESCO基金公司共同组建中国长城景顺基金管理公司。同时还控股凌云股份上市公司。

### 足球
2000年1月9日，实德集团出资1.2亿元收购大连万达实德足球俱乐部，组建为实德足球俱乐部。迄今共获得八次全中国最高级别足球联赛冠军（七次甲A、一次中超），是中国足球职业化历史上夺取冠军最多的俱乐部。2008赛季球队曾与大连海昌国际签署合作协议，更名为大连海昌国际队，次年协议终止，俱乐部恢复原名。

### 客车
1996年7月，实德集团托管大连瓦房店客车厂，组建大连实德集团瓦房店客车公司，实德集团开始进军汽车产业。然而，仅仅在2000年8月的大连车展上展出过一台实德牌客车。2005年3月25日，大连实德集团瓦房店客车公司已不再允许生产客车。目前庄河市尚有实德牌公交车。

## 未来发展
集团将建成大连、成都、天津、嘉兴、珠海五大化学建材生产基地，同时向注塑件和包装薄膜领域拓展。目前正着手将主导产业由化学建材产业向石化产业转移，规划在辽宁盘锦、葫芦岛两地建设年产40万吨的乙烯生产基地和年产40万吨的PVC生产基地，长远计划在大连建设大型的石化工业基地。加快进入医疗产业速度，建成大型现代化医院，还将加大文化体育、传媒、金融等领域的运作力度。事实上，目前实德集团更多精力放在资本运作上，而资本也显露出短缺苗头；盘锦和葫芦岛PVC生产基地以及其他大型项目已无下文。

## 董事长遭到调查
2012年3月15日，徐明遭到了中纪委调查，大连实德集团表示徐明已失去联络半个月。2012年9月19日王立军庭审证实徐在重庆从事房地产开发，和薄熙来、王立军关系密切，并送王立军直系亲属285万的两套北京房产。

## 董事长在獄中因病去世
2015年12月6日，徐明在出獄前于獄中因病去世，后遗体火化。